# Allocosa pallideflava
Allocosa pallideflava este o specie de păianjeni din genul Allocosa, familia Lycosidae. A fost descrisă pentru prima dată de Lawrence, 1936.
Este endemică în Namibia. Conform Catalogue of Life specia Allocosa pallideflava nu are subspecii cunoscute.